# Домар
Домар (Dómarr — «суддя») — легендарний конунґ Уппсали з роду Інґлінґів, син Домальді. Був одружений з Дроттою, сестрою Дана Микіллаті, від якого пішла сама назва країни Данія. Згідно «Пісні про Ріґа» Дан и Дротт були дітьми короля Данпа, сина Ріґа.
Правління Домара тривало довго, и після жертви його батька Домальді врожай був рясним и в держали панував мир. Коли він помер в Уппсалі, його перевезли через Фірісвеллір, спалили на березі річки та позначили могилу рунічним камнем.
Домару наслідував його син Дюґґві.